# Dagarnas skum (opera)

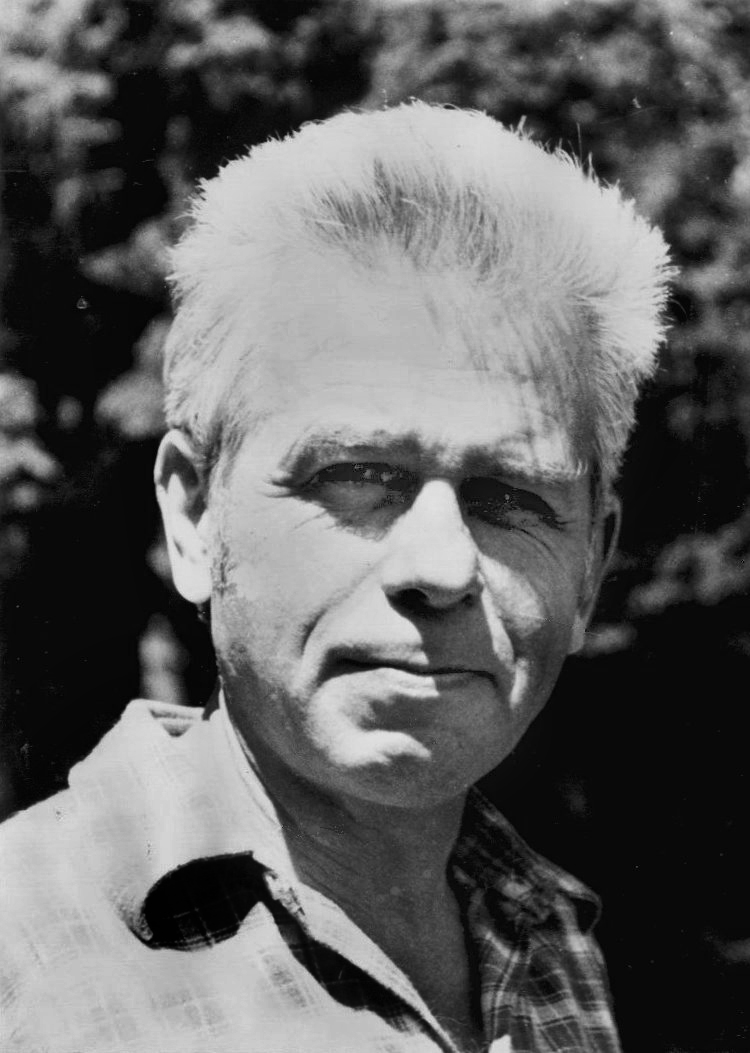
Edison Denisov

Dagarnas skum (Franska: L'écume des jours) är en opera i tre akter (14 scener) med musik av den ryske kompositören Edison Denisov. Den franska (liksom den tyska och ryska) texten skrevs av Denisov och bygger på romanen med samma titel av Boris Vian.

## Historia
Denisov började arbeta på operan i början av 1970-talet och slutförde den 1981. I det franska librettot använde Denisov inte bara text från romanen, utan även åtskilliga sånger Boris Vians sånger, liksom text hämtad från en religiös sång av en anonym författare (14:e tablån) hämtad från en begravningsliturgi (13:e tablån), och den latinska texten från mässan (Credo och Gloria - 2:a tablån) och satser från requiem (Agnus dei och Requiem aeternam - 13:e tablån.
Denisov beskrev operan som ett lyriskt drama. Handlingen har viss likhet med Giuseppe Verdis La traviata. Operans atmosfär påminner om den i Pelléas och Mélisande av Claude Debussy. Påverkan från Tristan och Isolde av Richard Wagner är också märkbar. Det förekommer många komiska eller absurda situationer som förstärker historiens dramatiska och tragiska aspekter. 
Det musikaliska språket är typiskt för Denisovs musik från 1980-talet med komplexa, kromatiska vokala linjer, dissonant harmoni och rik orkesterklang. Det förekommer många citat, dolda eller hänsyftningar till olika stilar och epoker: sånger av Duke Ellington, amerikansk jazz, fransk chanson eller gregoriansk sång. Allt detta blandas och omvandlas i någon form där till och med citaten från Wagners Tristan och Isolde får en jazzig rytm.
Operan är förmodligen den första samtida, ryska operan som skrevs på franska och med en franskt ämne. Detta (men inte bara detta) ger verket en speciell kvalitet som inte hade setts i rysk musik tidigare.
Verkets speltid uppgår till 2 timmar och 20 minuter och det publicerades av förlaget Le Chant du Monde i Paris.

## Uppförandehistorik
Operan hade premiär den 15 mars 1986 på Opéra-Comique i Paris. Dirigent var John Burdekin och Jean-Claude Fall regissör. 1989 sattes verket upp av operan i Perm och 2012 Staatsoper i Stuttgart.

## Personer
| Roller            | Stämma      | Premiärbesättning 15 mars 1986 (Dirigent: John Burdekin) |
| ----------------- | ----------- | -------------------------------------------------------- |
| Colin             | tenor       | Thierry Dran                                             |
| Chloé             | lätt sopran | Véronique Dietschy                                       |
| Chick             | tenor       | Marcel Quillevéré                                        |
| Alise             | mezzosopran | Eva Saurova                                              |
| Isis              | soprano     | Éliane Lublin                                            |
| Nicolas           | bas         | Fernand Dumont                                           |
| Mangemanche       | bas         | Jean-Louis Soumagnas                                     |
| Le sénéchal       | tenor       | Bruce Brewer                                             |
| Plantageägaren    | baryton     | Michel Philippe                                          |
| Jésus             | baryton     | Jean-Noël Beguelin                                       |
| Musen             | talroll     | Sarah Mesguich                                           |
| Apotekaren        | talroll     | Jean Rumeau                                              |
| Den lilla flickan | barnröst    | Catherine Martin                                         |

## Handling

### Akt 1
1:a Tablå: Colins rum
Colin lever tillsammans med Musen. Colin väntar på sin vän Chick som har bjudit på middag. Hans kock Nicolas läser recept. Chick anländer och Colin visar honom sin "pianococktail", hans egen uppfinning - pianot som tillagar cocktails. Chick spelar improvisationer över melodier av Duke Ellington och berättar sedan om Alise (Nicolas brorsdotter) som han mötte vid en konferens ledd av Jean-Sol-Partre (en grov anspelning på Jean-Paul Sartre). De åkte skridskor.
Intermezzo: Colin drömmer om en flicka han mötte
2:a Tablå: Skridskorinken "Molitor"
Chick och Colin möter Alise och Isis, som bjuder in dem till sin hunds födelsedag. En av åkarna åker in i sargen. Alla sjunger en begravningshymn.
Intermezzo: Den blåsiga gatan
Colin upprepar: "Jag skulle vilja bli förälskad, du skulle vilja bli förälskad" och så vidare.
3:e Tablå: Hos Isis
Alise berättar för Colin att Chick inte vill gifta sig med henne för att han spenderar alla pengar på att köpa böcker av Jean-Sol-Partre. Chloé kommer in. Colin känner att hon är hans drömflicka. De dansar.
4:e Tablå: Kvarteret
Colin möter Chloé och de går gatan fram. Förskräckta av de absurda affärsfönstren gick de in i skogen där de är osynliga för folk i rosa moln.

### Akt 2
5:e Tablå: Bröllopsförberedelser
Två "hedershomosexuella", Pégase och Coriolan, förbereder sig för bröllopet. Samtidigt förbereder sig Chloé, Alise och Isis för bröllopet.
Intermezzo: Bröllopet mellan Colin och Chloé: Kärlekshymn
6:e Tablå: Smekmånadsresan
Colin och Chloé fördas i bil med Nicolas vid ratten. Chloé skräms av synen av konstiga fiskliknande bestar, rök och smuts från koppargruvorna.
7:e Tablå: Hos Colin
Colin och Chloé ligger i sängen. Chloé klagar över smärta i bröstet. De spelar en skiva och rummet blir till rymd. Doktorn anländer.
Intermezzo: Den medicinska kvarten, kanalen med några fragment av blodig bomull, ögat som ser på Colin och Chloé.
8:e Tablå: Apoteket
Colin och Chick befinner sig i ett konstigt apotek med en giljotin för recept och en mekanisk kanin trillar piller. Colin berättar att Chloé har en näckros i bröstet, och att endast blommor kan kurera henne.
9:e Tablå: Hos Colin
Chloé är omgiven av blommor. Rummet krymper. Colin läser en roman Tristan och Isolde.

### Akt 3
Intermezzo: Colin går utmed vägen; visioner om konstiga former och skuggor
10:e Tablå: Militärplantagen
Colin får jobb på militärfabriken. Ägaren förklarar att det växer vapen från marken om man värmer den med sin nakna kropp.
11:e Tablå: Hos Colin
Chloé sover bland blommorna. Alise kommer och berättar för Colin att Chick har spenderat alla pengar på böcker av Jean-Sol-Partre, och att han nu vill skiljas från henne. Colin försöker trösta henne.
Intermezzo: Seneschal och åtta poliser kommer för att konfiskera Chicks ägodelar
12:e Tablå: Hos Chick
Chick dör medan han försvarar sina böcker. Paris brinner.
Intermezzo: Alise bränner ned bokhandeln med hjälp av Jean-Sol-Partres böcker
13:e Tablå: Chloés död
Dialogen mellan Colin och den korsfäste Jesus.
Intermezzo: Den tomma staden. Den lilla flicka sjunger en sång om den döda staden
14:e Tablå: En epilog
Dialog mellan katten och musen. Musen vill dö genom att stoppa in huvudet i kattens gap. Blinda flickor går utmed gatorna sjungandes en sång om Jesus. En av flickorna trampar på kattens svans. Katten stänger gapet.

## Orkesterbesättning
- Sångare: 2 sopraner, mezzo, 4 tenorer, 2 barytoner, 3 basar, 2 talroller, 1 gossopran, kör
- Orkester: 3.3.3.3 – altsaxofon, tenorsaxofon – 3.3.3.1– slagverk – elektrisk gitarr, basgitarr – piano/celesta – harpa – stråkar